# Them or Us
Them or Us Frank Zappin je album koji izlazi u rujnu 1984.g. Na albumu se nalazi 14 pjesama i sve ih je producirao i aranžirao Frank Zappa.

## Popis pjesama
1. "The Closer You Are" (Earl Lewis, Morgan "Bobby" Robinson) – 2:55
2. "In France" – 3:30
3. "Ya Hozna" – 6:26
4. "Sharleena" – 4:33
5. "Sinister Footwear II" – 8:39
6. "Truck Driver Divorce" – 8:59
7. "Stevie's Spanking" – 5:23
8. "Baby, Take Your Teeth Out" – 1:54
9. "Marqueson's Chicken" – 7:33
10. "Planet of My Dreams" – 1:37
11. "Be in My Video" – 3:39
12. "Them or Us" – 5:23
13. "Frogs with Dirty Little Lips" (Frank Zappa, Ahmet Zappa) – 2:42
14. "Whippin' Post" (Gregg Allman) – 7:32

## Popis glazbenika i ostalih osoba s albuma
- Frank Zappa – gitara, klavijature, vokal, producent
- Tommy Mars – klavijature, vokal, solist
- Patrick O'Hearn – bas-gitara
- Scott Thunes – vokal, klavijature, bas-gitara
- Johnny "Guitar" Watson – vokal, gitara
- Ray White – gitara, vokal, zadnji vokal, zbor, refren
- Moon Unit Zappa – vokal
- Ed Mann – udaraljke
- Chad Wackerman – bubnjevi, vokal
- Ike Willis – vokal, zadnji vokal, zbor, refren
- Arthur Barrow – bas-gitara
- Napoleon Murphy Brock – saksofon, vokal,
- Brad Cole – klavir
- Roy Estrada – vokal, zadnji vokal, zbor, refren, bas-gitara
- Bob Harris – klavijature, vokal
- Thana Harris – vokal
- Steve Vai – gitara, solist
- Dweezil Zappa – solist, gitara
- George Duke – klavijature, vokal, klavir
- Bobby Martin – klavijature, saksofon, vokal

## Vanjske poveznice
- Lyrics and album details